# Гюнтер Паули
Гюнтер Паули (на нидерландски: Gunter Pauli) е белгийски предприемач и писател. Автор и инициатор за Синя икономика. Неговата най-известна творба „Синята икономика: 10 години – 100 новости – 100 милиона работни места“ обръща внимание на проблемите, свързани с околната среда, по нов начин.

## Биография
Гюнтер Паули е роден на 3 март 1956 година в град Антверпен. Основава над 10 компании, сред които ZERI (Zero Emissions Research and Initiatives), а предприемачеството му обхваща бизнес, култура, наука, политика и околна среда.

## Публикации
- International Marketing: The Importance of Image in Japan. Sophia University Press, 1983, ISBN 978-4-88168-094-0
- Aurelio Peccei: Portrait of the Founder of the Club of Rome. Pergamon Press, 1987, ISBN 0-08-034861-0
- Services: the driving force of the economy. Waterlow Press, 1987, ISBN 978-0-08-033091-4
- Towards a United Europe: 1992 and Beyond – Shaping Priorities for Successful Regional Integration. SRI International, 1990, OCLC Number 22733850
- The Second Wave: Japan's Global Assault on Financial Services (with Richard Wright). Waterlow Press, 1997, ISBN 978-0-312-01558-9
- Steering Business towards Sustainability (with Fritjof Capra). United Nations University Press, 1995, ISBN 978-0-585-20025-5
- Breakthroughs: What Business can Offer Society. Epsilon Press, 1996, ISBN 978-1-900820-00-4
- Upsizing: The Road to Zero Emissions. Greenleaf, 1998, ISBN 978-1-874719-18-2
- Out of the Box: 21 ways to be creative and innovative at work. Future Managers, 2004, ISBN 978-1-920019-40-2
- Upcycling. Riemann Verlag (Munich), 1999, ISBN 978-3-570-50006-4
- The Blue Economy. Paradigm Publishers, 2010, ISBN 978-0-912111-90-2 [2]
- Neues Wachstum. Wenn grüne Ideen nachhaltig 'blau' werden. Konvergenta, 2010, ISBN 978-3-942276-00-9
- Zen and the Art of Blue. Konvergenta, 2010, ISBN 978-3-942276-02-3